# Euphorbia nyikae
Euphorbia nyikae är en törelväxtart som beskrevs av Ferdinand Albin Pax och Adolf Engler. Euphorbia nyikae ingår i släktet törlar, och familjen törelväxter.

## Underarter
Arten delas in i följande underarter:
- E. n. neovolkensii
- E. n. nyikae